# Potențial chimic
Potențialul chimic, simbolizat prin {\displaystyle \mu \,} (miu), este o mărime fizică descrisă prima dată de către inginerul și fizicianul matematician Josiah Willard Gibbs în lucrarea Asupra echilibrului substanțelor eterogene. În termeni simpli, este analog potențialului electric și potențialului gravitațional, utilizând aceeași noțiune a câmpurilor de forță ca fiind cauza mișcării lucrurilor, fie sarcini electrice, mase, sau, în acest caz, componenți chimici. El l-a definit în felul următor:
„Dacă oricărei mase omogene aflate într-o stare de tensiune hidrostatică presupunem ca o cantitate infinitezimală de orice substanță să-i fie adăugată, masa râmânând omogenă iar entropia și volumul ei rămânând neschimbate, creșterea energiei masei împărțită la cantitatea de substanță adăugată este potențialul pentru acea substanță cu masa considerată.”
Gibbs a observat de asemenea că pentru scopurile acestei definiții, orice element chimic sau combinație de elemente în proporții date poate fi considerată o substanță, indiferent dacă e capabilă sau nu de a exista ea înseși ca un corp omogen. Potențialul chimic mai este numit și energie liberă molară Gibbs (a se vedea și mărimi molare parțiale). Potențialul chimic este măsurat în unități de energie/particulă sau, echivalent, energie/mol.
Potențialul chimic este folosit în termodinamică, fizică și chimie. În fizica statistică modernă potențialul chimic, împărțit la temperatură, este multiplicatorul Lagrange pentru restricționarea particulelor în sensul maximizării entropiei. Aceasta este definiția științifică precisă și abstractă, exact cum temperatura este definită în termeni ai multiplicatorului Lagrange pentru restricționarea energiei.
În unele domenii (electrochimia în particular), termenul „potențial chimic” este folosit pentru a descrie un concept fundamental diferit (dar înrudit), și anume „potențialul chimic intern”; a se vedea mai jos pentru detalii.
Potențialul chimic al unui sistem de electroni este de asemenea numit nivel Fermi.

## Exemple

Difuzie din punct de vedere microscopic și macroscopic. Inițial, moleculele de solvat sunt pe partea stângă a unei bariere (linia purpurie) și niciuna pe dreapta. Bariera este îndepărtată, și solvatul se difuzează pentru a umple întregul recipient.
Sus: O singură moleculă se mișcă aleatoriu.
Mijloc: Cu mai multe molecule, este un curent clar acolo unde solvatul umple recipientul din ce în ce mai uniform.
Jos: Cu un număr enorm de molecule de solvat, întregul caracter aleatoriu dispare: solvatul pare a se mișca lin și sistematic din zone cu concentrație înaltă spre zone cu concentrație joasă.

Particulele au tendința de a se muta din zone cu potențial chimic mai ridicat spre cele cu potențial chimic mai scăzut. În acest fel, potențialul chimic este o generalizare a, de exemplu, potențialului gravitațional. Într-un mod similar, o particulă s-ar muta dintr-o zonă cu potențial gravitațional ridicat (sau elevație înaltă) către una cu potențial gravitațional scăzut (sau elevație joasă), cu alte cuvinte particulele sunt trase în jos de către gravitație, precum o minge care se rostogolește în josul unui deal. Gravitația chiar contribuie la potențialul chimic total, dar de obicei este doar o contribuție minoră, deoarece moleculele au mase foarte de mici.
O contribuție mai importantă provine de la fenomenul difuziei. În mod similar, particulele se vor muta din zone cu concentrație înaltă spre cele cu concentrație joasă. Acest caz este oarecum diferit față de gravitație: nu există nicio forță fizică ce „trage” moleculele înspre zonele cu concentrație joasă. În schimb, rezultă în mod statistic din mișcarea aleatorie a moleculelor (a se vedea animația din dreapta). Totuși, efectul este același, și încă poate fi descris matematic în termeni de „potențial”, pe picior de egalitate cu potențialul gravitațional. Zonele cu concentrație mai ridicată au „potențial chimic” mai ridicat decât zonele cu concentrație mai scăzută, și particulele curg dinspre potențialul ridicat spre potențialul scăzut.
Mai mult decât atât, aceste diferite tipuri de potențiale pot fi adunate pentru a obține potențialul chimic total, și prin urmare debitul net de particule. De exemplu, în atmosferă, densitatea aerului se micșorează din ce în ce mai mult odată cu creșterea altitudinii. Aceasta balansează componenta gravitațională a potențialului chimic (care crește cu înălțimea) împotriva componentei derivate din difuzie a potențialului chimic (care crește cu densitatea). Potențialul chimic total este constant cu înălțimea, când aerul este în echilibru.
Un alt exemplu de contribuție la potențialul chimic sunt entalpia și entropia pentru particule în diferite faze. De exemplu, deasupra punctului de îngheț al apei, gheața se va topi spontan, cu alte cuvinte moleculele de H2O vor ieși din faza solidă și vor intra în faza lichidă. Din nou, se poate descrie acest proces spunându-se că moleculele de apă la această temperatură au un potențial chimic mai scăzut în faza lichidă decât în faza solidă, și că moleculele de apă, ca întotdeauna, trec de la potențial chimic mai ridicat la potențial chimic mai scăzut. La punctul de îngheț, potențialele chimice în cele două faze sunt egale, iar sub punctul de îngheț potențialul chimic pentru faza solidă este mai scăzut, așa că apa lichidă va îngheța spontan.
O altă contribuție la potențialul chimic poate proveni de la un potențial electric care tinde să tragă particule încărcare pozitiv în direcția unui câmp electric, și particule încărcate negativ în direcția opusă. De fapt, aceasta poate fi o contribuție atât de importantă încât unele domenii o tratează separat față de toate celelalte contribuții la potențialul chimic. În particular, în electrochimie, termenul „potențial chimic” include totul exceptând contribuția potențialului electric. Un termen diferit, „potențial electrochimic”, include și contribuția potențialului electric, reprezentând potențialul total. A se vedea mai jos pentru mai multe despre această terminologie.

## Istorie
În teza sa din 1873, O metodă de reprezentare geometrică a proprietăților termodinamice ale substanțelor prin intermediul suprafețelor, Gibbs a introdus schema preliminară a principiilor noii sale ecuații capabilă să prezică sau să estimeze tendințele a variate procese naturale rezultate atunci când corpuri sau sisteme intră în contact.  Studiind interacțiunile substanțelor omogene în contact, adică corpuri, fiind în compoziție parțial solide, parțial lichide și parțial gazoase, și folosind un grafic tridimensional volum–entropie–energie internă, Gibbs a fost capabil să determine trei stări de echilibru, și anume „necesar stabil”, „neutru” și „instabil”, și dacă vor rezulta sau nu schimbări. În 1876, Gibbs a construit pe acest cadru prin introducerea conceptului de potențial chimic pentru a lua astfel în considerare reacții chimice și stări ale corpurilor care sunt diferite între ele din punct de vedere chimic. În propriile sale cuvinte, pentru rezumarea rezultatelor sale în 1873, Gibbs afirmă:
„Dacă dorim să exprimăm într-o singură ecuație condiția necesară și suficientă a echilibrului termodinamic pentru o substanță atunci când se află într-un mediu cu presiune constantă P și temperatură T, această ecuație poate fi scrisă:{\displaystyle \displaystyle \delta (\epsilon -T\eta +P\nu )=0}unde δ se referă la variația produsă de orice variații în starea părților corpului, și (când părți diferite ale corpului se află în stări diferite) în proporția în care corpul este împărțit între diferitele stări. Condiția echilibrului stabil este ca valoarea expresiei din paranteze să fie minimă.”
În această descriere, așa cum este folosită de Gibbs, ε se referă la energia internă a corpului, η se referă la entropia corpului iar ν este volumul corpului.

## Termeni înrudiți
Înțelesul precis al termenului potențial chimic depinde de contextul în care este folosit.
- Atunci când se vorbește despre sisteme termodinamice, potențialul chimic se referă la potențialul chimic termodinamic. În acest context, potențialul chimic este raportul dintre schimbarea într-o funcție de stare termodinamică, caracteristică și schimbarea în numărul moleculelor. Depinzând de condițiile experimentale, funcțiile de stare caracteristice termodinamice sunt fie: energie internă, entalpie, energie Gibbs sau energie Helmholtz. Aceasta este abordarea obișnuită în fizica și chimia experimentală și în inginerie.
- Chimiștii teoreticieni și fizicienii folosesc adesea termenul potențial chimic cu referire la potențialul chimic electronic, care este înrudit cu derivata funcțională[necesită citare] a funcționalei densității[necesită citare], numită uneori funcțională energetică, găsită în teoria funcționalei densității[necesită citare]. Această uzanță particulară a termenului este larg folosită în domeniul teoriei structurii electronice.
- Fizicienii folosesc uneori termenul potențial chimic în descrierea sistemelor relativiste ale particulelor fundamentale.

## Potențial chimic termodinamic
Potențialul chimic al unui sistem termodinamic este cantitatea cu care energia sistemului s-ar schimba dacă ar fi introdusă o particulă adițională, menținând fixe entropia și volumul. Dacă un sistem conține mai mult decât o specie de particule, există un potențial chimic separat asociat cu fiecare specie, definit ca schimbul în energie atunci când numărul de particule ale acelei specii crește cu unu.
Potențialul chimic este un parametru fundamental în termodinamică și este un parametru de forță generalizată conjugat cu numărul de particule ca parametru de deplasare.
Potențialul chimic este important în mod particular la studierea sistemelor de particule reactive. Să se considere cel mai simplu caz a două specii, unde o particulă din specia 1 se poate transforma într-o particulă din specia 2 și vice versa. Un exemplu de un asemenea sistem este un amestec saturat de apă lichidă (specia 1) și vapori de apă (specia 2). Dacă sistemul se află în echilibru, potențialele chimice ale celor două specii trebuie să fie egale.  Altfel, o eliberare netă de energie sub formă de căldură s-ar ivi (a se vedea principiul al doilea al termodinamicii) atunci când specia cu potențial mai ridicat se transformă în cealaltă specie, și un câștig net de energie (din nou sub formă de căldură) s-ar ivi pentru transformarea inversă. În reacțiile chimice, condițiile de echilibru sunt în general mai complicate deoarece sunt implicate mai mult de două specii. În acest caz, relația dintre potențialele chimice în echilibru este dată de legea acțiunii maselor.
Din moment ce potențialul chimic este o mărime termodinamică, este definit independent de comportamentul microscopic al sistemului, adică de proprietățile particulelor constituente. În orice caz, unele sisteme conțin variabile importante care sunt echivalente cu potențialul chimic. În gazele Fermi și lichidele Fermi, potențialul chimic la temperatură zero este echivalent cu energia Fermi. În sistemele electronice, potențialul chimic este înrudit cu un potențial electric efectiv.
O modalitate de a înțelege potențialul chimic este să se considere un mol de metan și doi moli de oxigen. Dacă o flacără este adusă în apropierea acestei mixturi, următoarea reacție se va ivi:
{\displaystyle CH_{4}+2O_{2}\to CO_{2}+2H_{2}O\,}
și va fi eliberată energie (căldură). Această energie provine de la diferența în potențial chimic dintre CH4 și O2 pe o parte (potențial mai ridicat) și CO2 și H2O pe cealaltă parte (mai scăzut). Întreaga energie care va fi eliberată va fi dată de
{\displaystyle \mu (CH_{4})+2\mu (O_{2})-\mu (CO_{2})-2\mu (H_{2}O)\,}
Exemple similare pot fi găsite în cadrul bateriilor unde energia chimică este convertită în energie electrică.

### Definiție precisă
Să se considere un sistem termodinamic care conține n specii constituente. Energia sa internă totală U este postulată să fie o funcție a entropiei S, volumul V, și numărul de particule al fiecărei specii N1, ..., Nn
{\displaystyle U=U(S,V,N_{1},\ldots ,N_{n})\,}
Prin referirea la U ca energie internă, se evidențiază că, contribuțiile în energie, rezultate din interacțiunile dintre sistem și obiecte externe, sunt excluse. De exemplu, energia potențialului gravitațional al sistemului cu Pământul nu sunt incluse în U.
Potențialul chimic al speciei i, μi este definit ca derivată parțială
{\displaystyle \mu _{i}=\left({\frac {\partial U}{\partial N_{i}}}\right)_{S,V,N_{j\neq i}}}
unde indicii pur și simplu evidențiază că entropia, volumul, și celelalte numere de particule trebuie să fie ținute constante.
În sistemele reale, este de obicei dificilă ținerea entropiei fixe, din moment ce acest lucru implică o bună izolare termică. Este prin urmare mai convenabil să se definească energia Helmholtz A, care este o funcție a temperaturii T, volumului și numerelor particulelor:
{\displaystyle A=A(T,V,N_{1},\ldots ,N_{n})\,}
În termeni ai energiei Helmholtz, potențialul chimic este
{\displaystyle \mu _{i}=\left({\frac {\partial A}{\partial N_{i}}}\right)_{T,V,N_{j\neq i}}}
Experimentele de laborator sunt adesea efectuate în condiții de temperatură și presiune constante. În aceste condiții, potențialul chimic este derivata parțială a energiei Gibbs ținându-se seama de numărul de particule
{\displaystyle \mu _{i}=\left({\frac {\partial G}{\partial N_{i}}}\right)_{T,p,N_{j\neq i}}}
O expresie similară pentru potențialul chimic poate fi scrisă în termeni de derivată parțială a entalpiei (în condiții de entropie și presiune constante).
Aici, potențialul chimic a fost definit ca raportul energie pe moleculă. O variantă a acestei definiții este definirea potențialului chimic ca raportul energie pe mol.

## Potențial chimic electronic
Potențialul chimic electronic este derivata funcțională a densității funcționale ținându-se seama de densitatea electronică.
{\displaystyle \mu (\mathbf {r} )=\left[{\frac {\delta E[\rho ]}{\delta \rho (\mathbf {r} )}}\right]_{\rho =\rho _{\mathrm {ref} }}}
În mod formal, o derivată funcțională produce multe funcții, dar este o funcție particulară atunci când este evaluată cu privire la o densitate electronică de referință, la fel cum o derivată produce o funcție, dar este un număr particular atunci când este evaluată cu privire la un punct de referință.
Densitatea funcțională se scrie ca
{\displaystyle E[\rho ]=\int \rho (\mathbf {r} )\nu (\mathbf {r} )d^{3}r+F[\rho ],}
unde ν(r) este potențialul extern, adică potențialul electrostatic al nucleelor și câmpurilor aplicate, iar F este funcțională universală, care descrie energia cinetică a electronilor și interacțiunile electron–electron, repulsia interelectronică Coulomb, și efectele neclasice ale schimbului și corelației.
Cu această definiție generală a densității funcționale, potențialul chimic este scris ca
{\displaystyle \mu (\mathbf {r} )=\nu (\mathbf {r} )+\left[{\frac {\delta F[\rho ]}{\delta \rho (\mathbf {r} )}}\right]_{\rho =\rho _{\mathrm {ref} }}}
Așadar, potențialul chimic electronic este potențialul electrostatic efectiv dat de densitatea electronică.
Energia electronică în stare normală (sau fundamentală) este determinată de o restricție privind optimizarea variațională a energiei electronice. Multiplicatorul Lagrange care introduce restricția normalizării densității este de asemenea numit potențial chimic, adică,
{\displaystyle \delta \left\{E[\rho ]-\mu \left(\int \rho (\mathbf {r} )d^{3}r-N\right)\right\}=0}
unde {\displaystyle N} este numărul de electroni din sistem și {\displaystyle \mu } (miu) este multiplicatorul Lagrange care introduce restricția. Când acest enunț variațional este satisfăcut, termenii din cadrul acoladei vor satisface relația:
{\displaystyle \left[{\frac {\delta E[\rho ]}{\delta \rho (\mathbf {r} )}}\right]_{\rho =\rho _{0}}-\mu \left[{\frac {\delta N[\rho ]}{\delta \rho (\mathbf {r} )}}\right]_{\rho =\rho _{0}}=0}
unde densitatea de referință este densitatea care minimizează energia. Această expresie se simplifică la
{\displaystyle \left[{\frac {\delta E[\rho ]}{\delta \rho (\mathbf {r} )}}\right]_{\rho =\rho _{0}}=\mu }
Multiplicatorul Lagrange care introduce restricția este, prin construcție, o constantă; totuși, derivata funcțională este, în mod formal, o funcție. Prin urmare, când densitatea minimizează energia electronică, potențialul chimic are aceeași valoare la fiecare punct în spațiu. Gradientul potențialului chimic este un câmp electric efectiv. Un câmp electric descrie forța pe unitate de sarcină ca o funcție a spațiului. Prin urmare, atunci când densitatea este densitatea de stare normală, densitatea electronică este staționară, deoarece gradientul potențialului chimic (care este invariant cu poziția) este zero peste tot, adică, toate forțele sunt echilibrate. Pe măsură ce densitatea suferă o schimbare de la o densitate în stare nefundamentală la densitatea în stare fundamentală, se spune că suferă un proces de egalizare a potențialului chimic.
Se spune uneori că potențialul chimic al unui atom este negativul electronegativității atomului. În mod similar procesul egalizării potențialului chimic este uneori indicat ca procesul egalizării electronegativității. Această conexiune provine de la  definiția lui Mulliken a electronegativității. Inserând definițiile energetice ale potențialului de ionizare și afinității electronice în cadrul electronegativității Mulliken, este posibil a se arăta că potențialul chimic Mulliken este o aproximație a diferenței finite a energiei electronice ținându-se seama de numărul de electroni., adică,
{\displaystyle \mu _{\mathrm {Mulliken} }=-\chi _{\mathrm {Mulliken} }=-{\frac {PI+AE}{2}}=\left[{\frac {\delta E[N]}{\delta N}}\right]_{N=N_{0}}}
unde PI și AE sunt potențialul de ionizare și afinitatea electronică a atomului, respectiv.

## Valori ale potențialului chimic
Pentru condiții standard (T = 298.15 K; p = 1 atm) valorile potențialului chimic sunt tabelate (a se vedea în legăturile externe). Dacă potențialul chimic este cunoscut într-o anumită stare (de exemplu pentru condițiile standard), atunci poate fi calculat în aproximație liniară pentru presiuni și temperaturi din vecinătatea acestei stări:
{\displaystyle \mu (T)=\mu (T_{0})+\alpha (T-T_{0})\,}
și
{\displaystyle \mu (p)=\mu (p_{0})+\beta (p-p_{0})\,}
Acesta
{\displaystyle \alpha =\left({\frac {\partial \mu }{\partial T}}\right)_{p,n}}
este coeficientul de temperatură iar
{\displaystyle \beta =\left({\frac {\partial \mu }{\partial p}}\right)_{T,n}}
este coeficientul de presiune.
Cu relațiile Maxwell
{\displaystyle \left({\frac {\partial \mu }{\partial T}}\right)_{p,n}=-\left({\frac {\partial S}{\partial n}}\right)_{T,p}}
și
{\displaystyle \left({\frac {\partial \mu }{\partial p}}\right)_{T,n}=\left({\frac {\partial V}{\partial n}}\right)_{T,p}}
rezultă că, coeficientul de temperatură este egal cu entropia molară negativă iar coeficientul de presiune este egal cu volumul molar.

## Sisteme de particule
În anii recenți, fizica termică a aplicat definiția potențialului chimic sistemelor din fizica particulelor și procesele sale asociate. În general, potențialul chimic măsoară tendința particulelor de a difuza. Această caracterizare se concentrează asupra potențialului chimic ca funcție a locației spațiale. Particulele tind să se difuzeze din regiunile cu potențial chimic ridicat către cele cu potențial chimic scăzut. Fiind o funcție a energiei interne, potențialul chimic se aplică în mod egal și fermionilor și bosonilor. Aceasta înseamnă că, în teorie, oricărei particule fundamentale îi poate fi atribuită o valoare de potențial chimic, depinzând de modul în care schimbă energia internă a sistemului în cadrul căruia este introdus. Aplicarea conceptelor potențialului chimic pentru sisteme la zero absolut prezintă un interes signifiant.
Pentru sistemele relativiste (adică, sisteme în care masa de repaus este mult mai mică decât energia termică echivalentă) potențialul chimic este legat de simetrii și sarcini. Fiecare cantitate conservată este asociată cu un potențial chimic.
Într-un gaz de fotoni în echilibru cu particule masive, numărul de fotoni nu este conservat, astfel în acest caz, potențialul chimic este zero. În mod similar, pentru un gaz de fononi, de asemenea nu există potențial chimic. Totuși, dacă temperatura unui asemenea sistem ar crește deasupra pragului pentru producerea perechilor de electroni, atunci ar putea fi logică adăugarea unui potențial chimic pentru sarcina electrică. Acesta ar controla densitatea sarcinii electrice a sistemului, și prin urmare excesul de electroni față de pozitroni, dar nu și numărul de fotoni. În contextul întâlnirii unui gaz de fononi, temperaturile suficient de înalte pentru a produce perechi de alte particule sunt rareori relevante. Materia de quarcuri este exemplul principal de sistem în care apar multe asemenea potențiale chimice.

## Potențial chimic intern, extern și total
Atunci când există o diferență de potențial chimic între două poziții, o parte din ea se poate datora potențialelor asociate cu câmpurile de forță „externe” (diferențe de energie a potențialului electric, diferențe de energie a potențialului gravitațional, etc.), în timp ce restul s-ar datora factorilor „interni” (densitate, temperatură, etc.) Adevăratul potențial chimic, numit și potențial chimic total, poate fi împățit în potențial chimic intern și potențial chimic extern
{\displaystyle \mu _{\mathrm {tot} }=\mu _{\mathrm {int} }+\mu _{\mathrm {ext} }\,}
unde
{\displaystyle \mu _{\mathrm {ext} }=qV+mgh+\cdots }
adică, potențialul extern este suma potențialului electric, potențialului gravitațional, etc. (q și m sunt sarcina și masa speciei, respectiv, V și h sunt diferența de potențial și înălțimea recipientului, respectiv, iar g este accelerația datorată gravitației.)
Cu toate că termenul „potențial chimic” se referă de obicei la „potențialul chimic total”, acest lucru nu este observat în mod universal. În unele domenii, în mod particular electrochimia, termenul „potențial chimic” este în loc folosit cu sensul de potențial chimic intern, în timp ce termenul potențial electrochimic este folosit cu sensul de potențial chimic total. În mod confuz, în fizica stării solide, exact convenția opusă este adesea folosită în contextul electronilor, „potențialul chimic” însemnând potențial chimic total iar „potențial electrochimic” însemnând potențial chimic intern.

## Sisteme neideale
Expresia potențialului chimic în sisteme neideale necesită conceptele de activitate termodinamică și fugacitate.
{\displaystyle \mu _{i}=\mu _{i}^{\ominus }+RT\ln {a_{i}}}
unde activitatea e
{\displaystyle a_{x,i}=\gamma _{x,i}x_{i}\,}
{\displaystyle a_{b,i}=\gamma _{b,i}b_{i}/b^{\ominus }\,}
{\displaystyle a_{c,i}=\gamma _{c,i}c_{i}/c^{\ominus }\,}
spre deosebire de sistemele ideale unde apare doar fracția molară sau concentrația molară a componentului.
{\displaystyle \mu _{i}=\mu _{i}^{\ominus }+RT\ln {x_{i}}}

### Sisteme ternare și multicomponente
Se pot formula expresii matematice ale potențialului chimic pentru sisteme ternare și multicomponente cum ar cel din următorul exemplu din termodinamica sistemelor multicomponente dat mai jos pentru energia liberă molară:
{\displaystyle {\bar {G_{2}}}=G+(1-x_{2})\left({\frac {\partial G}{\partial x_{2}}}\right)_{\frac {x_{1}}{x_{3}}}}
Se exprimă fracție molară a unor componenti ca funcții de ale altor componenți:
{\displaystyle x_{1}={\frac {1-x_{2}}{1+{\frac {x_{3}}{x_{1}}}}}}
{\displaystyle x_{3}={\frac {1-x_{2}}{1+{\frac {x_{1}}{x_{3}}}}}}
Câturi diferențiale pot fi formate la rapoarte constante ca cele de mai sus:
{\displaystyle \left({\frac {\partial x_{1}}{\partial x_{2}}}\right)_{\frac {x_{1}}{x_{3}}}=-{\frac {x_{1}}{1-x_{2}}}},
{\displaystyle \left({\frac {\partial x_{3}}{\partial x_{2}}}\right)_{\frac {x_{1}}{x_{3}}}=-{\frac {x_{3}}{1-x_{2}}}}
Rapoarte X, Y, Z de fracții molare pentru sisteme ternare și multicomponente:
{\displaystyle X={\frac {x_{3}}{x_{1}+x_{3}}}}
{\displaystyle Y={\frac {x_{3}}{x_{2}+x_{3}}}}
{\displaystyle Z={\frac {x_{2}}{x_{1}+x_{2}}}}
pentru rezolvarea edp-uri ca:
{\displaystyle \left({\frac {\partial \mu _{2}}{\partial n_{1}}}\right)_{n_{2},n_{3}}=\left({\frac {\partial \mu _{1}}{\partial n_{2}}}\right)_{n_{1},n_{3}}}